# علی‌آباد (ارزوئیه)
 علی‌آباد،مرکز بخش صوغان و شهری از توابع بخش صوغان شهرستان ارزوئیه در استان کرمان ایران است.

## جمعیت
این شهر در دهستان صوغان قرار دارد و براساس سرشماری مرکز آمار ایران در سال۱۳۹۶، جمعیت آن ۳۲۲۰نفر بوده‌ است.

## آب و هوا و اقلیم
آب و هوای شهر علی آباد صوغان، گرم و خشک است که البته به دلیل ارتفاع بیشتر این شهر از سطح دریا نسبت به شهرهای اطراف خود از جمله ارزوئیه از هوای خنک تری برخوردار است و اقلیم معتدل تری دارد. روستاهای نزدیک این شهر در دامنه کوهستان قرار دارند مانند باغبرج، آشین و صغین که در شرق و شمال شرق صوغان قرار دارند سردسیر و خوش آب و هوا هستند و درختان سرو کم نظیری را در خود جای داده اند.

## صنعت و معدن
صوغان دارای بزرگترین منابع کرومیت ایران است و بسیاری از مردم در معادن کرومیت فعالیت دارند،از دیگر معادن صوغان می توان به معادن منگنز اشاره کرد.همچنین رگه هایی از سنگ های قیمتی زمرد نیز در روستای باغبرج یافت می شود. 

## کشاورزی
صوغان در زراعت و باغبانی و دامداری نیز بسیار پیشرو است و بسیاری از مردم در کشاورزی و دامپروری فعالیت دارند. در محصولات زراعی (غلات و سیب زمینی) ارزوئیه و صوغان قطب اول استان هستند